# 5177 Hugowolf
5177 Hugowolf è un asteroide della fascia principale. Scoperto nel 1989, presenta un'orbita caratterizzata da un semiasse maggiore pari a 2,3376873 UA e da un'eccentricità di 0,1320992, inclinata di 2,67842° rispetto all'eclittica.